# Lingua volsca
La lingua volsca, o volsco, è una lingua indoeuropea italica del gruppo osco-umbro, parlata e scritta dal popolo dei Volsci nell'area del Latium. All'interno del gruppo osco-umbro rappresenta una variante della lingua umbra.

## Storia
La lingua volsca è attestata in un'iscrizione trovata a Velitrae (Velletri in provincia di Roma), risalente probabilmente all'inizio del III secolo a.C., su una piccola lastra di bronzo (ora nel Museo archeologico nazionale di Napoli), che deve essere stata fissata a un oggetto votivo, dedicato al dio Declunus (o alla dea Decluna). La lingua di questa iscrizione è abbastanza chiara da mostrare le peculiarità molto marcate che la rendono vicina alla lingua delle tavole iguvine.
Mostra da un lato la labializzazione dell'originale velare 'q (volsco pis = latino quis), e d'altra parte palatalizza il c gutturale prima di un successivo I (facia latina di Volscià). Come anche la lingua umbra, ma a differenza del latino e dell'osco, il volsco ha degradato tutti i dittonghi in semplici vocali.